# Vredesdemonstratie 15 februari 2003
De Vredesdemonstratie van 15 februari 2003 was een wereldwijd protest tegen de nakende Irakoorlog, waarbij miljoenen mensen de straat op gingen. 
Schattingen lopen uiteen van 6 tot 10 miljoen demonstranten (volgens de Britse BBC), terwijl andere bronnen tussen de 8 en 30 miljoen meldden.
- Londen: 1 miljoen betogers
- Madrid: zo'n 1,5 miljoen
- Rome: zelfs 3 miljoen (opname in het Guinness Book of Records van 2004).

## Benelux
België rekende op zo'n 30.000 demonstranten in Brussel; dit werden er tussen de 70.000 en 100.000.
In Amsterdam kwamen zo'n 70.000 à 80.000 mensen opdagen.
In Luxemburg waren dit er 14.000.

## Trivia
De metalband System of a Down maakte een protestlied genaamd "Boom!" met in de videoclip beelden van de wereldwijde demonstraties.

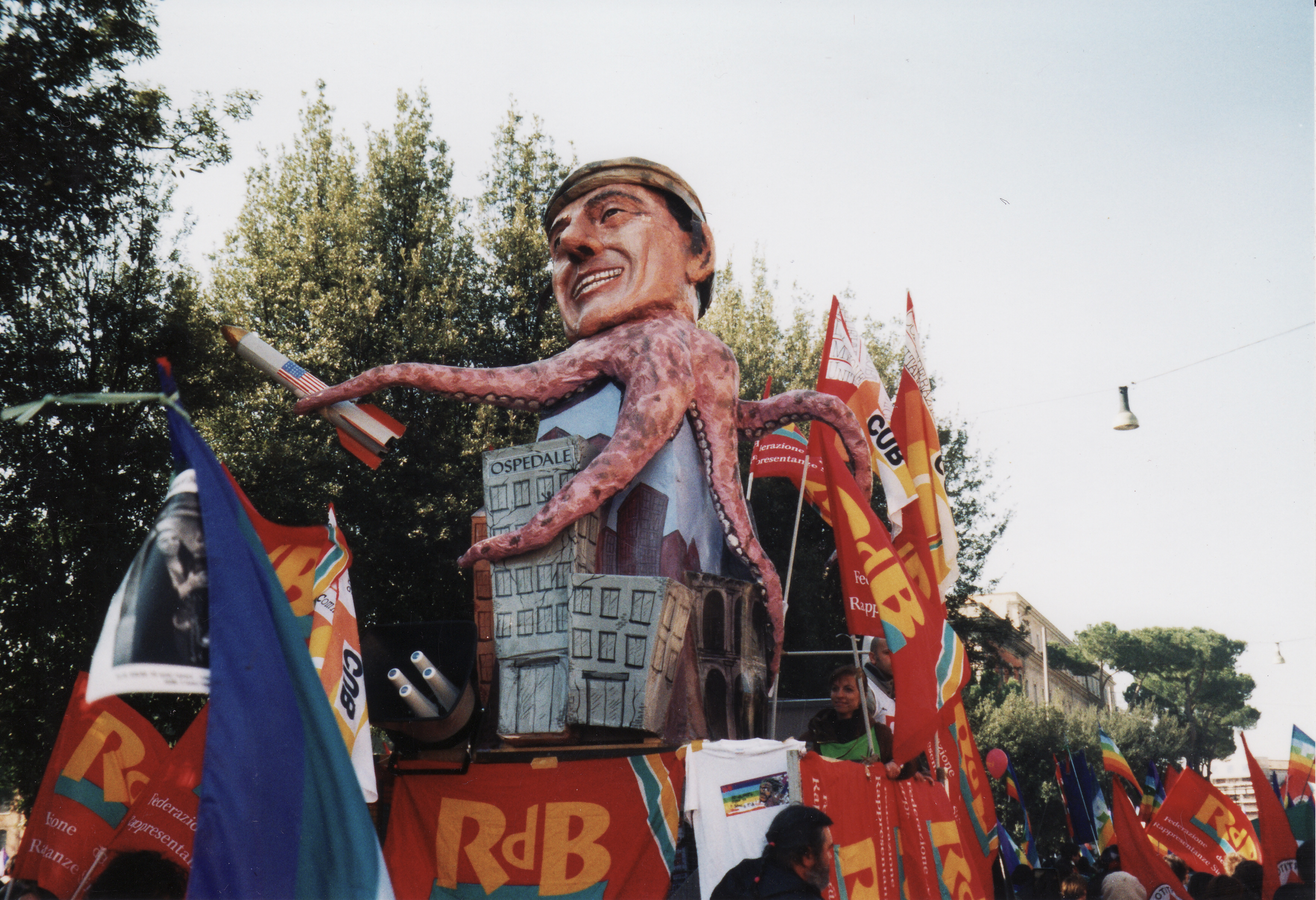
Rome, Italië
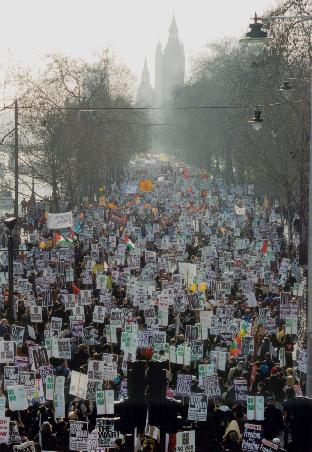
Londen, Groot-Brittannië
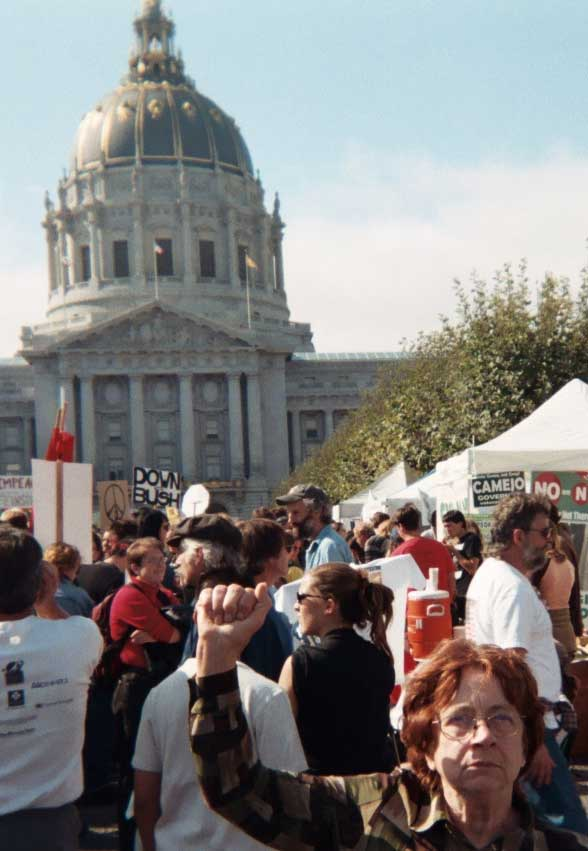
San Francisco, VS
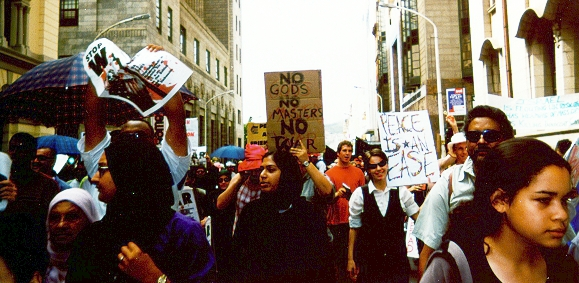
Kaapstad, Zuid-Afrika